# Flux Pavilion
Joshua Kierkegaard G. Steele (ur. 15 stycznia 1989 w Towcester, Wielka Brytania, najbardziej znany pod pseudonimem Flux Pavilion) – brytyjski DJ i producent muzyczny tworzący muzykę z gatunków dubstep, EDM i drum and bass.

## Dyskografia
LP
- Tesla (2015)

EP
- Lines in Wax (2010)
- Blow the Roof (2013)
- Freeway (2013)